# Batman: Odważni i bezwzględni
Batman: Odważni i bezwzględni (ang. Batman: The Brave and the Bold) – amerykański serial animowany. Jest to kolejny serial opowiadający o przygodach człowieka nietoperza. Przed nim w Polsce wyemitowano m.in.: Batman (z 1992 roku), Batman (z 2004 roku) i Batman przyszłości, oprócz tego Batman pojawiał się także w odcinkach seriali Liga Sprawiedliwych i Liga Sprawiedliwych bez granic.

## Charakterystyka
W przeciwieństwie do wielu innych seriali o Batmanie, główny bohater często podejmuje współpracę z innymi superbohaterami stworzonymi przez DC Comics (zwykle Aquaman, Błękitny Skarabeusz, Zielona Strzała). Rzadko zwalcza przestępczość w Gotham City. Przeważnie w innych częściach świata, kosmosu, a nawet w alternatywnych Ziemiach. Nieraz gości w miastach przypisanych do uniwersum wspomnianych wyżej superbohaterów. Np. Star City, Coast City, Central City etc. Siłą rzeczy, Batman zwalcza superprzestępców przydzielonych nie tylko do swojego uniwersum, ale też tych, których wymyślono dla potrzeb innych superbohaterów. Np. Black Mantę pierwotnie przydzielono dla Aquamana. Nie ma bardzo ważnego w innych serialach Alfreda. Batman nie bywa w Rezydencji Wayne'ów, która w innych serialach jest nad Batjaskinią. Ogromnie rzadką postacią jest Robin. Nigdy lub prawie nigdy nie występuje w cywilu.

## Postacie główne
- Batman – główny bohater, alter ego Bruce’a Wayne’a. Mroczny rycerz nie ma nadludzkich umiejętności, jego siłą jest zwinność i szybkość. W walce przydają mu się często gadżety, których Bruce Wayne ma wiele do dyspozycji. Duża ich ilość jest schowana w jego specjalnym pasie, który bardzo mu pomaga przy pokonywaniu przestępców.
- Zielona Strzała – jest łucznikiem. Jego nietypowe strzały zawsze trafiają do celu. Ma ucznia Speedy'ego, który bardzo przypomina swojego mistrza. Różnią się tylko kolorem ubioru i literą na pasku. Strzała często rywalizuje z Batmanem o to, który z nich jest lepszy. Pochodził ze Star City.
- Błękitny Skarabeusz – jest nastolatkiem, który bardzo ceni Batmana, dlatego wraz z nim postanawia zwalczać przestępczość w Gotham. Dzięki swojemu pancerzowi, który posiada różne gadżety, m.in.: skrzydła, blaster, nadajnik GPS, itd. staje się ogromnie przydatny dla Mrocznego Rycerza. Jego kostium później okazuje się być żywy.
- Aquaman – wyróżnia się pewnością siebie i królewskim usposobieniem. Morskie stworzenia posłusznie wykonują wszystko co im rozkaże, dzięki czemu jest wyjątkowo skuteczny w swoim naturalnym środowisku – wodzie.
- Plastic Man – dawniej przestępca, członek drużyny Kite Mana lecz obecnie działa po stronie dobra walcząc u boku Batmana. Plastic Man ma niezwykłe zdolności, potrafi rozciągać swoje ciało i zmieniać jego kształt. Zdobył je, gdy podczas walki z Batmanem wpadł do kadzi z chemikaliami. Mimo to ma u niego dług wdzięczności – Batman uratował jego życie i wstawił się za nim przed sądem. Wciąż ma czasem problemy ze swoją chciwością. Ma żonę i dziecko.
- Red Tornado – jak sam przydomek wskazuje, bohater ten potrafi tworzyć tornada, których używa w walce i do latania. Red Tornado jest androidem. Jest zainteresowany ludzkimi zachowaniami i emocjami. Czasem zaczyna zdania od słów jak „obserwacja:”, „instrukcja:”, czy „ostrzeżenie”.
- Atom – doktor fizyki, który działa jako superbohater. Potrafi zmniejszać swoje ciało do wielkości atomu i dzięki temu, między innymi przechodzić przewodami telefonicznymi.
- Booster Gold – człowiek pochodzący z XXV wieku, który potrafi przenosić się w czasie. Razem z Batmanem pokonał Jaskiniowca w odcinku Pogróżki Jaskiniowca.
- Black Lightning – jeden z Outsiderów. Potrafi strzelać piorunami, jak sama jego nazwa wskazuje. Wystąpił w odcinku Nadejście Outsiderów i Koszmary Outsiderów.
- Katana – jedna z Outsiderów. Jest wysportowana, zwinna i dobrze włada mieczem. Mało mówi. Wystąpiła w odcinku Nadejście Outsiderów i Koszmary Outsiderów.
- Metamorpho – jeden z Outsiderów. Może zamieniać się w żywioły takie jak woda, powietrze, a także w inne rodzaje gazów. Zwykle jest radosny. Wystąpił w odcinku Nadejście Outsiderów i Koszmary Outsiderów.
- Black Canary – blondynka, której mocą jest krzyk. Wystąpiła w odcinku Fatum Equinoxa, Król Muzyki, Złoty wiek sprawiedliwości i Być jak Matches Malone. Zakochana w Zielonej Strzale i Batmanie.
- Huntress – w cywilu nauczycielka college’u w Gotham. Obiekt westchnień Błękitnego Skarabeusza, którego nazywa Mały. Jest dobrze wykształcona i świetnie walczy wręcz. Jej bronią jest kusza. Wystąpiła w odcinkach Wyścig śmierci, Noc huntress i Być jak Matches Malone.

## Poboczni
- Robin – były nastoletni (obecnie dorosły) pomocnik Batmana. Drugi pod względem popularności heros. Wystąpił tylko w odcinku Kolor zemsty. Działa indywidualnie, a także jest negatywnie nastawiony do Batmana. Jego cytat brzmi: To jest moje miasto!.
- Korpus Zielonych Latarni – kosmiczna organizacja zajmująca się walką z przestępczością. Batman najczęściej współpracuje z Guyem Gardnerem, wyjątkowo upartym i lekkomyślnym członkiem Latarni. Jego pierścień pozwala mu latać i tworzyć obiekty siłą woli.
- Speedy – uczeń Zielonej Strzały. Podobnie jak swój mistrz jest wspaniałym łucznikiem. Jego kostium jest czerwony, na plecach ma kołczan, a na pasie literę S jak Speedy.
- DeadMan – kiedyś akrobata, obecnie duch błąkający się po świecie. Został zabity przez człowieka z hakiem. Pojawia się w odcinku Zmierzch Umarlaka, w którym pomagał Batmanowi pokonać Gentleman Ghosta. Pod koniec odcinka staje się superbohaterem.
- Red Hood – jedyny superbohater w odcinku Batman w przebraniu. Właśnie po wepchnięciu do chemikaliów jego włosy zmieniły kolor na zielony, a skóra na biały.
- Fire – dziewczyna, która potrafi miotać kulami.
- Czarna Orchidea – wystąpiła na początku odcinka Być jak Matches Malone.
- Tygrys – mistrz sztuk walki, były uczeń mistrza Wong Wei. Batman również był uczniem Wong Wei. Tygrys pomógł Batmanowi ochronić Totem (daje moc zmiany kształtu na tę zwierzę na którym trenowali i większą moc), przed Lisem, Sępem i Rekinem – byłymi uczniami Wong Wei
- Question – detektyw bez twarzy, ubierający się w niebieski płaszcz i kapelusz fedorę. W Polsce pojawia się w odcinkach Rycerze Przyszłości i Darkseid Nadchodzi. W Ameryce jest też obecny w odcinku Tajemnica w kosmosie podczas debiutu Equinoxa. Widać go też wraz z Batmanem na plakacie w odcinku Bat-Mite Przedstawia: Najdziwniejsze Przypadki Batmana!.

## Wrogowie
- Joker – złoczyńca, a zarazem największy wróg Batmana. W odcinku Ostateczny koniec Owlmana pomaga Batmanowi pokonać Owlmana. W alternatywnym świecie jego odpowiednikiem jest Red Hood. Pojawił się w odcinku Ostateczny koniec Owlmana, jako Red Hood w odcinku Batman w przebraniu.
- Pingwin – podobnie jak Joker, jest bardzo zaciekłym wrogiem Batmana pojawiał się nieczęsto, ale najwyraźniej widać go było w odcinku Legendy Mrocznego Mite'a.
- Catwoman – złodziejka, kradnie pod przebraniem kota. Jest bardzo dobra w gimnastyce i potrafi bez trudu wykonywać różne akrobacje. Jest również mistrzynią w posługiwaniu się wszystkimi rodzajami biczy. Wiele razy flirtuje z Batmanem. W odcinku The Knights of Tomorrow pokazana jako żona Bruce’a Wayne’a.
- Black Manta – największy wróg Aquamana. Pojawił się w odcinku Podwodne Zło, Ostateczny koniec Owlmana.
- Gorilla Grodd – gigantyczny, czarny goryl, który mówi ludzkim głosem. Twierdzi, że jest największym umysłem tego świata. Pojawiał się w wielu odcinkach. Jego głównym wrogiem jest Błękitny Skarabeusz.
- Gentleman Ghost – jest duchem. Kupił za 10 dusz nieśmiertelność, ale diabeł go oszukał i zginął. Jego duch chce zniszczyć Londyn.
- Clock King – przestępca, którego pasją są zegary. Zawsze nosi na głowie specjalny hełm w kształcie zegara i ubiera się jak król. Jest dobrym strategiem i szermierzem. Wróg Zielonej Strzały.
- Owlman – odpowiednik Batmana w świecie Red Hooda. Ma obsesję na punkcie sów, podobnie jak Batman na punkcie nietoperzy. Jest bezwzględniejszy niż normalny Batman. Wrobił Batmana ubierając jego strój. Jest głównym wrogiem w odcinkach Batman w przebraniu i Ostateczny koniec Owlmana.
- Equinox – jeden z najmocniejszych przeciwników Batmana, potrafi władać czarną magią. Wszystko o czym pomyśli staje się prawdą, jest byłym uczniem lorda chaosu i lorda porządku z których wyssał moc żeby zniszczyć i na nowo zbudować cały świat, w czym przeszkodził mu Batman.
- Mózg – przeciwnik Batmana, który wygląda jak maszyna z wszczepionym mózgiem. Pojawił się w odcinku Podróż do wnętrza nietoperza.
- Fun Haus – człowiek, który produkując zabawki, chciał ukraść wszystkie prezenty ludziom. Sam wygląda jak błazen. Wystąpił w odcinku Inwazja tajemniczych Mikołajów.
- K'rul – przeciwnik Batmana, człowiek sprzed ewolucji, który na mocy kryształu stał się nieśmiertelny. Wystąpił w odcinku Pogróżki Jaskiniowca.
- Król Muzyki – człowiek, który swoim głosem, potrafił kierować innymi. Dzięki satelicie namówił wszystkich ludzi do wspólnej kradzieży („Bo mamy z tego wspólny zysk”). Został pokonany przez Batmana i Black Canary. Wystąpił w odcinku Król Muzyki.
- Psycho Pirat – człowiek, który wykorzystał Outsiderów do zwiększenia swojej mocy poprzez gniew. Wystąpił w odcinku Koszmary Outsiderów.
- Kite Man – człowiek, którego pasją są latawce. Nienawidzi Plastic Mana i Batmana. Pojawił się w odcinkach Terror na Wyspie Dinozaurów i Legendy Mrocznego Mite'a.
- Baby Face – człowiek o męskim ciele i twarzy niemowlęcia. Pojawił się w odcinku Noc Huntress i został pokonany przez Batmana, Huntress i Błękitnego Skarabeusza.
- Crazy Quilt – przestępca artysta, który nienawidzi Robina i pragnie go unicestwić. Wystąpił w odcinku Kolor zemsty.
- Catman – przestępca, którego strój przypomina kota. Wystąpił w intro odcinka Legendy Mrocznego Mite'a.
- Darkseid – najpotężniejszy wróg Batmana. Pojawia się tylko w odcinku Darkseid Nadchodzi.

## Wersja polska
Wersja polska: Master Film
Reżyseria:
- Artur Tyszkiewicz (odc. 1-6),
- Agata Gawrońska-Bauman (odc. 7-26),
- Dariusz Dunowski (odc. 27-39),
- Elżbieta Mikuś (odc. 40-52),
- Dobrosława Bałazy (odc. 53-65)

Dialogi:
- Iwona Krzeska (odc. 1-23, 25, 27-55, 60-62),
- Anna Hausner (odc. 24, 26),
- Dorota Brewińska (odc. 56-59, 63-65)

Montaż:
- Paweł Siwiec (odc. 1-26),
- Aneta Michalczyk-Falana (odc. 27-39),
- Jan Graboś (odc. 40-52),
- Gabriela Turant-Wiśniewska (odc. 53-65)

Dźwięk:
- Mateusz Michniewicz (odc. 1-26),
- Aneta Michalczyk-Falana (odc. 27-39),
- Elżbieta Mikuś (odc. 40-52),
- Wojciech Kalinowski (odc. 53-65)

Kierownictwo produkcji:
- Katarzyna Fijałkowska (odc. 1-26),
- Agnieszka Wiśniowska (odc. 27-39),
- Romuald Cieślak (odc. 40-52),
- Agnieszka Kołodziejczyk (odc. 53-65)

Wystąpili:
- Radosław Pazura –
  - Batman,
  - Owlman
- Sebastian Cybulski – Jaime Reyes / Błękitny Skarabeusz
- Andrzej Blumenfeld –
  - Kanjar Ro,
  - Merlin,
  - Slug,
  - Despero,
  - Kafka / Shrapnel
- Jakub Szydłowski –
  - Gorilla Grodd,
  - Ted Kord,
  - Dr Fate
- Przemysław Stippa –
  - Plastic Man,
  - Black Lightning
- Mikołaj Klimek –
  - Aquaman,
  - Disaster
- Mirosław Zbrojewicz –
  - Orm,
  - Vandal Savage,
  - Mongul
  - Darkseid
- Wojciech Paszkowski –
  - Black Manta,
  - Jason Blood / Etrigan,
  - Fun Haus,
  - Sinestro
- Łukasz Talik – Zielona Strzała
- Kamila Boruta –
  - Morgaine le Fey,
  - Katana,
  - Alanna
- Beata Łuczak – Mały Bruce Wayne
- Karol Wróblewski –
  - Ojciec Bruce’a Wayne’a,
  - Cavalier
- Włodzimierz Bednarski –
  - Wildcat,
  - Dr Watson
- Jacek Wolszczak – Metamorpho
- Agata Gawrońska-Bauman –
  - Matka Bruce’a Wayne’a,
  - Komputer Batmobilu
  - Vixen
- Klaudiusz Kaufmann –
  - Speedy,
  - G’nort,
  - Skeets
- Grzegorz Pawlak – Deadman
- Janusz Wituch –
  - Craddock / Gentleman Ghost,
  - Babyface,
  - Jonah Hex
- Mieczysław Morański –
  - Dr Polaris,
  - Wong Fei,
  - Brother Eye,
  - Psycho Pirat
- Wojciech Machnicki –
  - Jarvis Kord,
  - Sherlock Holmes
- Waldemar Barwiński – Dr Choi / Atom
- Zbigniew Suszyński –
  - Mózg,
  - Guy Gardner,
  - Equinox,
  - Sportsmaster
- Marcin Mroziński –
  - Paco,
  - Hal Jordan / Zielona Latarnia,
  - Red Tornado
- Cezary Nowak – Lis
- Jacek Rozenek –
  - generał małp (odc. 22)
  - Tygrys,
  - Buddy Blank / Omac
- Mirosław Guzowski –
  - Red Hood,
  - Joker
- Krzysztof Banaszyk – Adam Strange
- Miłogost Reczek –
  - Sardath,
  - Quilt
- Andrzej Chudy –
  - Generał Kreegaar,
  - Arges
- Zbigniew Konopka –
  - Asteroth,
  - Calendar Man
- Izabella Bukowska – Helena / Huntress
- Anna Apostolakis – Manface
- Grzegorz Drojewski – Bat-Mite
- Tomasz Kozłowicz – Tornado Champion / Tornado Tyran
- Paweł Szczesny –
  - Steppenwolf,
  - Cezar,
  - TAJFUN – lord chaosu,
  - Faust
- Jarosław Boberek –
  - Mongal,
  - NABU – lord porządku
- Aleksander Mikołajczak – Profesor Nichols
- Katarzyna Łaska – Black Canary
- Mirosław Wieprzewski – Takahiro

Lektor: Paweł Bukrewicz

## Odcinki
- Serial liczy 65 odcinków.
- W Polsce po raz pierwszy pojawił się na kanale Cartoon Network:
  - I seria (odcinki 1-26) – 11 stycznia 2010 roku,
  - II seria (odcinki 27-52) – 10 stycznia 2011 roku,
  - III seria (odcinki 53-65) – 13 lutego 2012 roku.

### Spis odcinków
| Premiera odcinka | Nr | Polski tytuł                                            | Angielski tytuł                              |
| ---------------- | -- | ------------------------------------------------------- | -------------------------------------------- |
|                  |    |                                                         |                                              |
| SERIA PIERWSZA   |    |                                                         |                                              |
|                  |    |                                                         |                                              |
| 11.01.2010       | 01 | Powrót Błękitnego Skarabeusza                           | The Rise of the Blue Beetle!                 |
|                  |    |                                                         |                                              |
| 12.01.2010       | 02 | Terror na Wyspie Dinozaurów                             | Terror on Dinosaur Island!                   |
|                  |    |                                                         |                                              |
| 13.01.2010       | 03 | Podwodne zło                                            | Evil Under the Sea!                          |
|                  |    |                                                         |                                              |
| 14.01.2010       | 04 | Dzień Mrocznego Rycerza                                 | Day Of The Dark Knight!                      |
|                  |    |                                                         |                                              |
| 15.01.2010       | 05 | Inwazja tajemniczych Mikołajów                          | Invasion of the Secret Santas!               |
|                  |    |                                                         |                                              |
| 17.01.2010       | 06 | Nadejście Outsiderów                                    | Enter the Outsiders!                         |
|                  |    |                                                         |                                              |
| 18.01.2010       | 07 | Zmierzch umarlaka                                       | Dawn of the Dead Man!                        |
|                  |    |                                                         |                                              |
| 19.01.2010       | 08 | Upadek Błękitnego Skarabeusza                           | Fall of the Blue Beetle!                     |
|                  |    |                                                         |                                              |
| 20.01.2010       | 09 | Podróż do wnętrza nietoperza                            | Journey to the Center of the Bat!            |
|                  |    |                                                         |                                              |
| 21.01.2010       | 10 | Oczy Despero                                            | The Eyes of Despero!                         |
|                  |    |                                                         |                                              |
| 22.01.2010       | 11 | Powrót Przerażających Kłów                              | Return of the Fearsome Fangs!                |
|                  |    |                                                         |                                              |
| 23.01.2010       | 12 | Batman w przebraniu                                     | Deep Cover for Batman!                       |
|                  |    |                                                         |                                              |
| 24.01.2010       | 13 | Ostateczny koniec Owlmana                               | Game Over for Owlman!                        |
|                  |    |                                                         |                                              |
| 25.01.2010       | 14 | Tajemnica w kosmosie                                    | Mystery in Space!                            |
|                  |    |                                                         |                                              |
| 26.01.2010       | 15 | Próby Demona                                            | Trials of the Demon!                         |
|                  |    |                                                         |                                              |
| 27.01.2010       | 16 | Noc Huntress                                            | Night of the Huntress!                       |
|                  |    |                                                         |                                              |
| 28.01.2010       | 17 | Pogróżki Jaskiniowca                                    | Menace of the Conqueror Caveman!             |
|                  |    |                                                         |                                              |
| 29.01.2010       | 18 | Kolor zemsty                                            | The Color of Revenge!                        |
|                  |    |                                                         |                                              |
| 30.01.2010       | 19 | Legendy Mrocznego Mite’a                                | Legends of the Dark Mite!                    |
|                  |    |                                                         |                                              |
| 31.01.2010       | 20 | Zatrzymać Tornado Tyrana                                | Hail the Tornado Tyrant!                     |
|                  |    |                                                         |                                              |
| 01.02.2010       | 21 | Nierówna walka                                          | Duel of the Double Crossers!                 |
|                  |    |                                                         |                                              |
| 02.02.2010       | 22 | Ostatni nietoperz na Ziemi                              | Last Bat On Earth!                           |
|                  |    |                                                         |                                              |
| 03.02.2010       | 23 | Kiedy atakuje Omac                                      | When Omac Attacks!                           |
|                  |    |                                                         |                                              |
| 04.02.2010       | 24 | Fatum Equinoxa                                          | The Fate of Equinox!                         |
|                  |    |                                                         |                                              |
| 05.02.2010       | 25 | Król muzyki                                             | Mayhem of the Music Meister!                 |
|                  |    |                                                         |                                              |
| 06.02.2010       | 26 | Koszmary Outsiderów                                     | Inside the Outsiders!                        |
|                  |    |                                                         |                                              |
| SERIA DRUGA      |    |                                                         |                                              |
|                  |    |                                                         |                                              |
| 10.01.2011       | 27 | Długie ramię sprawiedliwości                            | Long Arm of the Law!                         |
|                  |    |                                                         |                                              |
| 11.01.2011       | 28 | Zemsta rasy Reach                                       | Revenge of the Reach!                        |
|                  |    |                                                         |                                              |
| 12.01.2011       | 29 | Wyścig śmierci                                          | Death Race to Oblivion!                      |
|                  |    |                                                         |                                              |
| 13.01.2011       | 30 | Aquamen na wakacjach                                    | Aquaman’s Outrageous Adventure!              |
|                  |    |                                                         |                                              |
| 14.01.2011       | 31 | Złoty wiek sprawiedliwości                              | The Golden Age of Justice!                   |
|                  |    |                                                         |                                              |
| 17.01.2011       | 32 | Starcie metalowych mocarzy                              | Clash of the Metal Men!                      |
|                  |    |                                                         |                                              |
| 18.01.2011       | 33 | Trzy razy Batman                                        | A Bat Divided!                               |
|                  |    |                                                         |                                              |
| 19.01.2011       | 34 | Wspólna misja                                           | Sidekicks Assemble!                          |
|                  |    |                                                         |                                              |
| 20.01.2011       | 35 | Super Batman z planety X                                | The Super-Batman of Planet X!                |
|                  |    |                                                         |                                              |
| 21.01.2011       | 36 | Potęga Shazam                                           | The Power of Shazam!                         |
|                  |    |                                                         |                                              |
| 24.01.2011       | 37 | Nie ma zmiłuj                                           | Chill of the Night!                          |
|                  |    |                                                         |                                              |
| 25.01.2011       | 38 | Goryle są wśród nas                                     | Gorillas In Our Midst!                       |
|                  |    |                                                         |                                              |
| 26.01.2011       | 39 | Starro w natarciu!                                      | The Siege of Starro!                         |
| 27.01.2011       | 40 | Starro w natarciu!                                      | The Siege of Starro!                         |
|                  |    |                                                         |                                              |
| 28.01.2011       | 41 | Requiem dla Szkarłatnego Speedstera                     | Requiem for a Scarlet Speedster!             |
|                  |    |                                                         |                                              |
| 31.01.2011       | 42 | Ostatni patrol                                          | The Last Patrol!                             |
|                  |    |                                                         |                                              |
| 01.02.2011       | 43 | Być jak Matches Malone                                  | The Mask of Matches Malone!                  |
|                  |    |                                                         |                                              |
| 02.02.2011       | 44 | Madnicy zagrażają światu                                | Menace of the Madniks!                       |
|                  |    |                                                         |                                              |
| 03.02.2011       | 45 | Joker imperatorem                                       | Emperor Joker!                               |
|                  |    |                                                         |                                              |
| 04.02.2011       | 46 | Przekorny plan                                          | The Criss Cross Conspiracy!                  |
|                  |    |                                                         |                                              |
| 07.02.2011       | 47 | Plaga prototypów                                        | The Plague of the Prototypes!                |
|                  |    |                                                         |                                              |
| 08.02.2011       | 48 | Bojownicy o wolność                                     | Cry Freedom Fighters!                        |
|                  |    |                                                         |                                              |
| 09.02.2011       | 49 | Rycerze Przyszłości                                     | The Knights of Tomorrow!                     |
|                  |    |                                                         |                                              |
| 10.02.2011       | 50 | Darkseid Nadchodzi                                      | Darkseid Descending!                         |
|                  |    |                                                         |                                              |
| 11.02.2011       | 51 | Bat-Mite Przedstawia: Najdziwniejsze Przypadki Batmana! | Bat-Mite Presents: Batman's Strangest Cases! |
|                  |    |                                                         |                                              |
| 14.02.2011       | 52 | Podstępny Pan Mind                                      | The Malicious Mr. Mind!                      |
|                  |    |                                                         |                                              |
| SERIA TRZECIA    |    |                                                         |                                              |
|                  |    |                                                         |                                              |
| 13.02.2012       | 53 | Joker: nikczemność i niegodziwość                       | Joker: The Vile and the Villainous!          |
|                  |    |                                                         |                                              |
| 14.02.2012       | 54 | Cień Batmana                                            | Shadow of the Bat!                           |
|                  |    |                                                         |                                              |
| 15.02.2012       | 55 | Noc Batmanów                                            | Night of the Batmen!                         |
|                  |    |                                                         |                                              |
| 16.02.2012       | 56 | Pogarda Gwiazdy Szafiru                                 | The Scorn of Star Sapphire!                  |
|                  |    |                                                         |                                              |
| 17.02.2012       | 57 | Walka superbohaterów                                    | Battle of the Superheroes!                   |
|                  |    |                                                         |                                              |
| 20.02.2012       | 58 | Koniec czasu zemsty                                     | Time Out for Vengeance!                      |
|                  |    |                                                         |                                              |
| 21.02.2012       | 59 | Atom powraca                                            | Sword of the Atom!                           |
|                  |    |                                                         |                                              |
| 22.02.2012       | 60 | Triumwirat terroru                                      | Triumvirate of Terror!                       |
|                  |    |                                                         |                                              |
| 23.02.2012       | 61 | Śmiałe początki                                         | Bold Beginnings!                             |
|                  |    |                                                         |                                              |
| 24.02.2012       | 62 | Bezsilny                                                | Powerless!                                   |
|                  |    |                                                         |                                              |
| 27.02.2012       | 63 | Kryzys, 22300 mil nad Ziemią                            | Crisis: 22,300 Miles Above Earth!            |
|                  |    |                                                         |                                              |
| 28.02.2012       | 64 | Cztery przebłyski gwiazd                                | Four Star Spectacular!                       |
|                  |    |                                                         |                                              |
| 29.02.2012       | 65 | Pożegnanie                                              | Mitefall!                                    |
|                  |    |                                                         |                                              |